# Chusaris meterythrina
Chusaris meterythrina är en fjärilsart som beskrevs av George Francis Hampson. Chusaris meterythrina ingår i släktet Chusaris och familjen nattflyn. Inga underarter finns listade i Catalogue of Life.